# Jösigk
Koordinaten: 51° 41′ 43″ N, 12° 29′ 23″ O
Der Jösigk ist ein Naturschutzgebiet in der Stadt Gräfenhainichen im Landkreis Wittenberg in Sachsen-Anhalt.

## Allgemeines
Das Naturschutzgebiet mit dem Kennzeichen NSG 0131 ist 66,99 Hektar groß. Es ist vom Landschaftsschutzgebiet „Dübener Heide“ umgeben. Das Gebiet steht seit dem 1. Mai 1961 unter Schutz (Datum der Verordnung: 30. März 1961). Zuständige untere Naturschutzbehörde ist der Landkreis Wittenberg.

## Beschreibung
Das Naturschutzgebiet liegt südöstlich von Gräfenhainichen im Naturpark Dübener Heide. Es stellt ein in einem Niederungsgebiet auf anmoorigen Standorten stockenden früheren Bruchwald unter Schutz. In den ehemals grundwassernahen Gebiet konnte sich stellenweise Niedermoor entwickelt. Der Torf wurde in früheren Zeiten zu Heizzwecken gestochen. Durch Grundwasserabsenkung für den westlich des Jösigk liegenden und 1993 geschlossenen Braunkohletagebau Gröbern sind ehemalige Bäche, der Breitewitzer Mühlenteich sowie der Stauteich im Bereich des Jösigk ausgetrocknet. Das Tagebaurestloch des ehemaligen Braunkohletagebaus wurde von Juli 2003 bis 2007 geflutet, wodurch der Gröberner See entstand. Durch die Flutung sollen sich auch die artenreichen und typischen Niederungsgebiete im Jösigk langfristig wieder entwickeln.
Der Wald wurde früher von Traubenkirschen-Eschenwald geprägt. Von diesem ist jedoch nur noch ein lockerer Verbund alter Bäume der Arten Schwarzerle, Gemeine Esche sowie Bergahorn erhalten. Daneben breitet sich die auf trockeneren Standorten wachsende Hainbuche aus. Im Nordwesten des Gebietes stockt ein Sternmieren-Stieleichen-Hainbuchenwald, im Nordosten ein mit Hängebirke und Stieleichen durchsetzter Kiefernforst. Im Rahmen von Verjüngungsmaßnahmen wurden kleinflächig Stieleiche, Hainbuche und Winterlinde angepflanzt.
Die Strauchschicht des ehemaligen Bruchwaldes wird von Gewöhnlicher Haselnuss dominiert. In der Krautschicht wachsen Waldzwenke sowie vereinzelt Sumpfsegge und Gewöhnlicher Wasserdost. Einmalig in der Dübener Heide wächst hier die Steinbeere. Im Eichen-Hainbuchenwald wachsen in der Krautschicht Adlerfarn, Hainwachtelweizen und Weißliche Hainsimse. In den Kiefernforsten siedeln Adlerfarn und Pfeifengras.
Der Jösigk weist einen hohen Totholzanteil auf. Das Waldgebiet ist reich an Rot- und Schwarzwild. Auch für eine artenreiche Vogelwelt bietet es einen geeigneten Lebensraum. So sind hier Schwarz-, Bunt- und Kleinspecht, Waldschnepfe, Hohltaube, Kuckuck, Misteldrossel sowie Sumpf-, Weiden- und Schwanzmeise heimisch. Im Naturschutzgebiet kommen etwa 13 Großpilzarten sowie 35 Arten phytopathogener Mikropilze vor.
Das Waldgebiet wird fast vollständig von weiteren Wäldern umgeben. Stellenweise schließen sich kleinere Grünlandbereiche und Lichtungen an.